# Copacabana, Bolivia

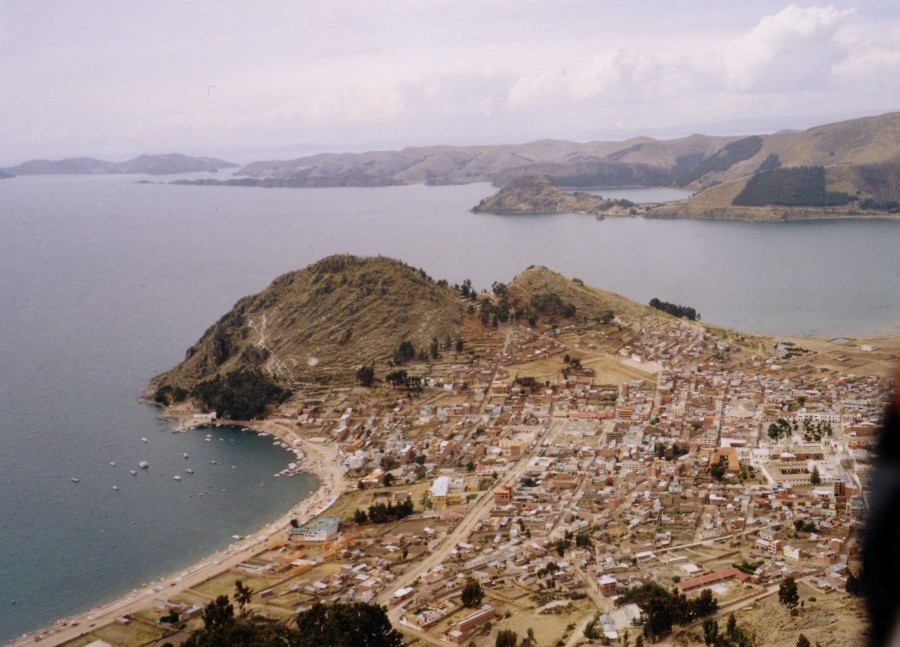
Copacabana

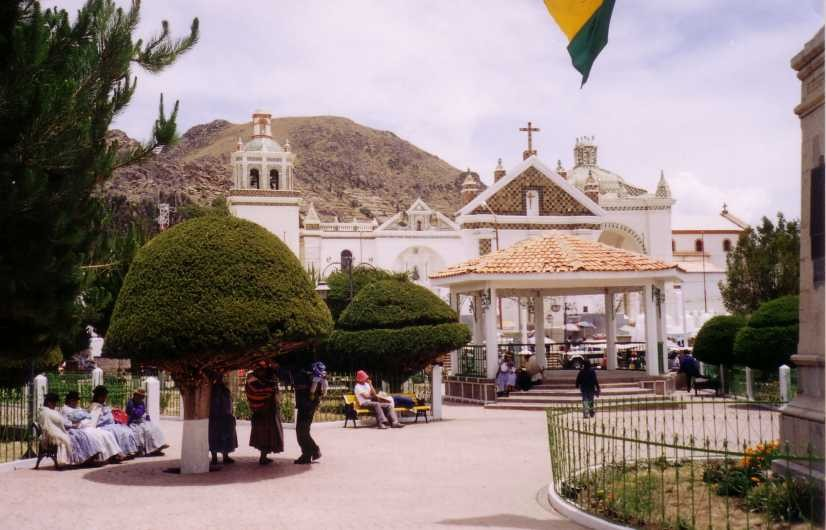
Basilica i Copacabana

Copacabana är huvudstad i provinsen Manco Kapac i departementet La Paz i Bolivia. Staden ligger vid Titicacasjön, där båtar avgår till Isla del Sol, den heliga Inkaön. Copacabana, som har omkring 6 000 invånare, ligger 3 841 meter över havet, 155 kilometer från La Paz.
Staden ligger mellan bergen Calvario och Niño Calvario. Namnet kommer av Aymaras kota kahuana som betyder "utsikt över sjön".
Basilica i Copacabana byggdes 1550 och byggdes om mellan 1610 och 1651. Den innefattar Jungfru Maria-basilikan som skulpterades 1580 av Francisco Yupanqui, inkahärskaren Tupac Yupanquis nevö. Copacabanas religiösa fester, kulturella arv och traditionella festivaler är välkända över hela Bolivia.